# Werner Hildenbrand
Werner Hildenbrand (Göttingen, 25 de maio de 1936) é um matemático e economista alemão

## Vida e obra
Hildenbrand estudou matemática e física na Universidade de Heidelberg, onde obteve em 1964 um doutorado e em 1968 a habilitação em economia.
Foi desde 1969 até aposentar-se em 2001 professor de economia na Universidade de Bonn.
Em 1974 fundou o periódico Journal of Mathematical Economics.
Foi palestrante convidado do Congresso Internacional de Matemáticos em Berkeley, Califórnia, (1986).

## Prêmios e condecorações
- 1988 Prêmio Gottfried Wilhelm Leibniz
- 1989 Membro da Academia Europaea[1]
- 1995 Membro honorário da American Economic Association
- 1997 Prêmio Gay-Lussac-Humboldt
- 2002 Doutor honoris causa da Universidade de Berna
- 2005 membro estrangeiro de honra da Academia de Artes e Ciências dos Estados Unidos
- 2007 Doutor honoris causa da Universidade de Manchester

## Livros
- Core and Equilibria of a Large Economy (= Princeton Studies in Mathematical Economics. 5). Princeton University Press, Princeton NJ 1974, ISBN 0-691-04189-X.
- com Kurt Hildenbrand: Lineare ökonomische Modelle. Springer, Berlin u. a. 1975, ISBN 3-540-07259-4.
- com Alan Kirman: Introduction to Equilibrium Analysis. Variations on Themes by Edgeworth and Walras (= Advanced Textbooks in Economics. 6). North-Holland u. a., Amsterdam u. a. 1976, ISBN 0-7204-3606-0.
- com Alan P. Kirman: Equilibrium Analysis. Variations on Themes by Edgeworth and Walras (= Advanced Textbooks in Economics. 28). North-Holland u. a., Amsterdam u. a. 1988, ISBN 0-444-70511-2.
- Market Demand. Theory and Empirical Evidence. Princeton University Press, Princeton NJ 1994, ISBN 0-691-03428-1.